# Trypanosoma irwini
Trypanosoma irwini – kinetoplastyd z rodziny świdrowców należący do królestwa protista. Pasożytuje we krwi koala (Phascolarctos cinereus). T. irwini osiąga długość 32 – 39 μm łącznie z wicią, szerokość 1,9 - 4,5 μm.
Występuje na terenie Australii.